# Банка (Бакау)
Банка (рум. Banca) насеље је у Румунији у округу Бакау у општини Деалу Мориј. Oпштина се налази на надморској висини од 184 m.

## Становништво
Према подацима из 2002. године у насељу је живело 149 становника, од којих су сви румунске националности.